# Tengjia (köpinghuvudort i Kina, Shandong Sheng, lat 37,06, long 122,35)
Tengjia (kinesiska: 滕家, 滕家镇) är en köpinghuvudort i Kina. Den ligger i provinsen Shandong, i den östra delen av landet, omkring 480 kilometer öster om provinshuvudstaden Jinan. Antalet invånare är 27 116. Befolkningen består av 13 502 kvinnor och 13 614 män. Barn under 15 år utgör 6,0 %, vuxna 15-64 år 74 %, och äldre över 65 år 18,0 %.
Runt Tengjia är det tätbefolkat, med 411 invånare per kvadratkilometer. Närmaste större samhälle är Yatou, 13,3 km nordost om Tengjia. Trakten runt Tengjia består till största delen av jordbruksmark.
Genomsnittlig årsnederbörd är 717 millimeter. Den regnigaste månaden är juli, med i genomsnitt 210 mm nederbörd, och den torraste är januari, med 14 mm nederbörd.